# B-Girlz

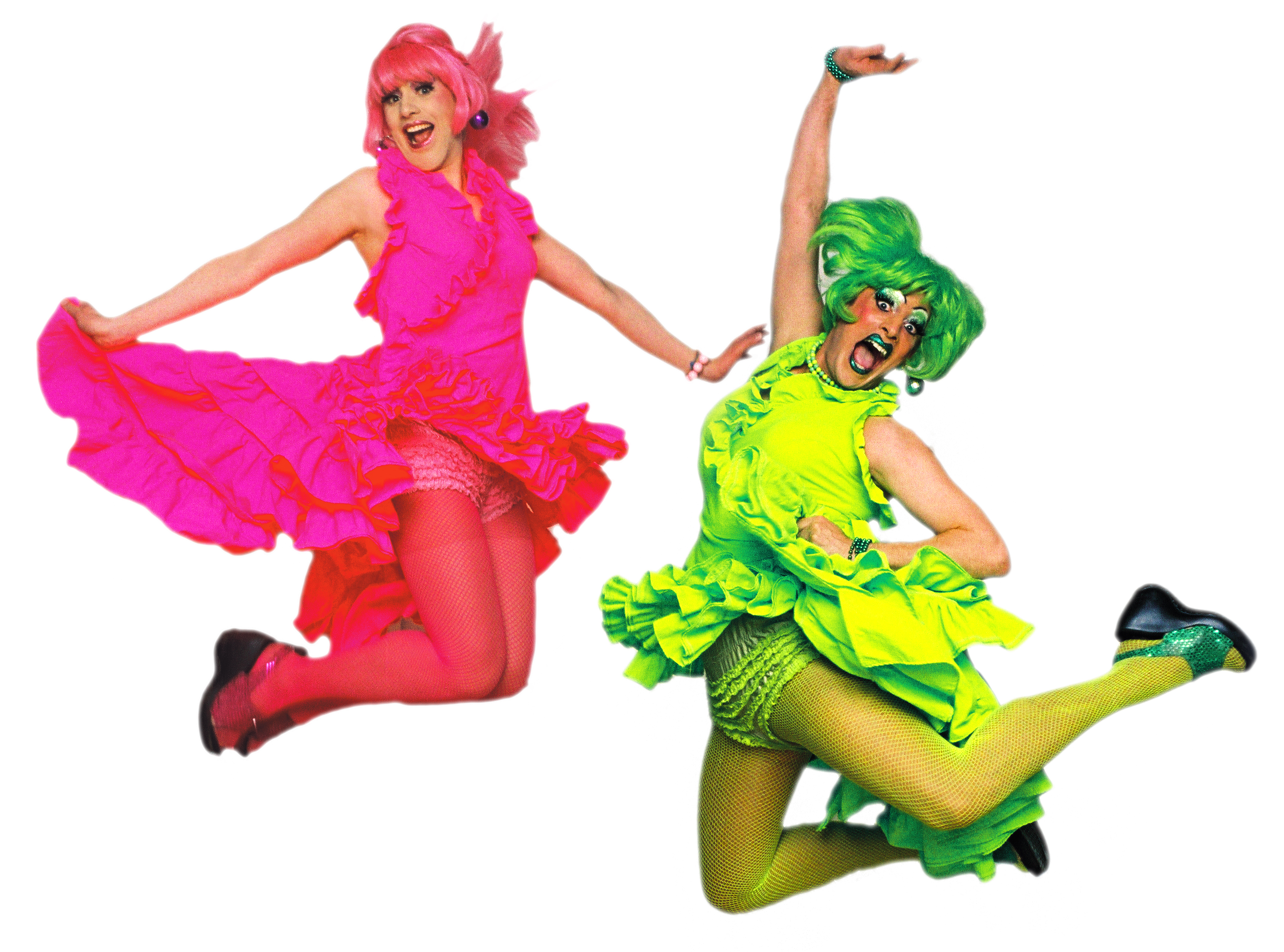
B-Girlz Barbie-Q (rose) et Hard Kora (vert)

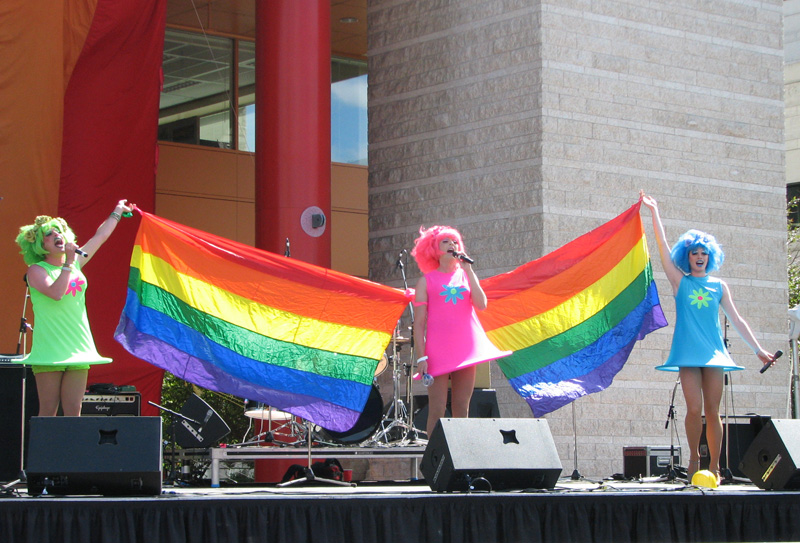
The B-Girlz à la Fierté 2007 à Ottawa

B-Girlz est un groupe de dance glamour canadien de Toronto composé de trois drag queens : Hard Kora,  Barbie-Q et Conchita.
Les membres principaux de la troupe sont Michael Boyuk, qui joue en tant que Kora Harcourt (Hard Kora) et Mark Peacock, en tant que  Barbara Quigley (Barbie-Q). D'autres membres occasionnels sont Robert Windisman (Conchita Castillio) et Shawn Hitchins (en) (Ivana).

## Histoire
La troupe a créé nombre de spectacles de cabaret, dont B-Girlz Gone Wild!, B-Girlz on Thin Ice, Vegas Bound... and Gagged!, Dragged Across America, Attack of the Killer B's, Thoroughly Modern Girlz, The B-List et The Girlz Most Likely to B. Elle effectue des tournées au Canada et à l'international, se produisant dans des spectacles de cabaret, lors de LGBT Prides ou de représentations du Théâtre Fringe (en),.
Les B-Girlz ont aussi organisé des évènements réguliers aux Buddies in Bad Times (en) et d'autres lieux à Toronto, notamment la Homo Night au spectacle du Canada comedy show et le spectacle amateur Goontown. Peacock, Boyuk and Hitchins se sont également produits avec la troupe du Queer Comedy Collective.
La troupe a écrit créé et produit des courts métrages, dont B-Girlz Gone Wild, Canada's Next Top Showgirl, Degrassi B-Girlz High, Ice Skate Canada, The Elevator, The Dress and Toronto! Toronto!!, qui ont été diffusés lors du gala d'ouverture de 2004 du festival Inside Out à Toronto.